# Alexandra Schwald
Alexandra Schwald (* 18. Mai 1976) ist eine ehemalige deutsche Fußballtorhüterin, die von 1992 bis 2007 für den SC Freiburg spielte.
Mit dem SC stieg sie 1998 und 2001 in die Frauen-Bundesliga auf und absolvierte bis zu ihrem Karriereende über 100 Einsätze in der höchsten deutschen Spielklasse. Beim alljährlichen DFB-Hallenpokal der Frauen wurde Schwald 1999 und 2003 zur besten Torhüterin gekürt. Mit der deutschen Nationalmannschaft nahm sie als dritte Torhüterin an den Olympischen Spielen 2004 teil und gewann dort, ohne eigenen Einsatz, die Bronzemedaille. Zusammen mit der Mannschaft erhielt sie am 16. März 2005 von Bundespräsident Horst Köhler das Silberne Lorbeerblatt.

## Erfolge
- 1998, 2001: Aufstieg in die Bundesliga
- 2004: Bronzemedaille bei den Olympischen Spielen